# Челюст
 Тази статия е за костите.  За анатомичното образувание при мекотелите вижте Челюст (мекотели).  
Челюстта е една от две противоположни костни структури, разположени в близост до отваряне на устата. Обикновено се използва за хващане и манипулиране на храна.

## Челюстта при човека
- Горна челюст (на латински: maxilla)
- Долна челюст (на латински: mandibula)